# Paola Andino

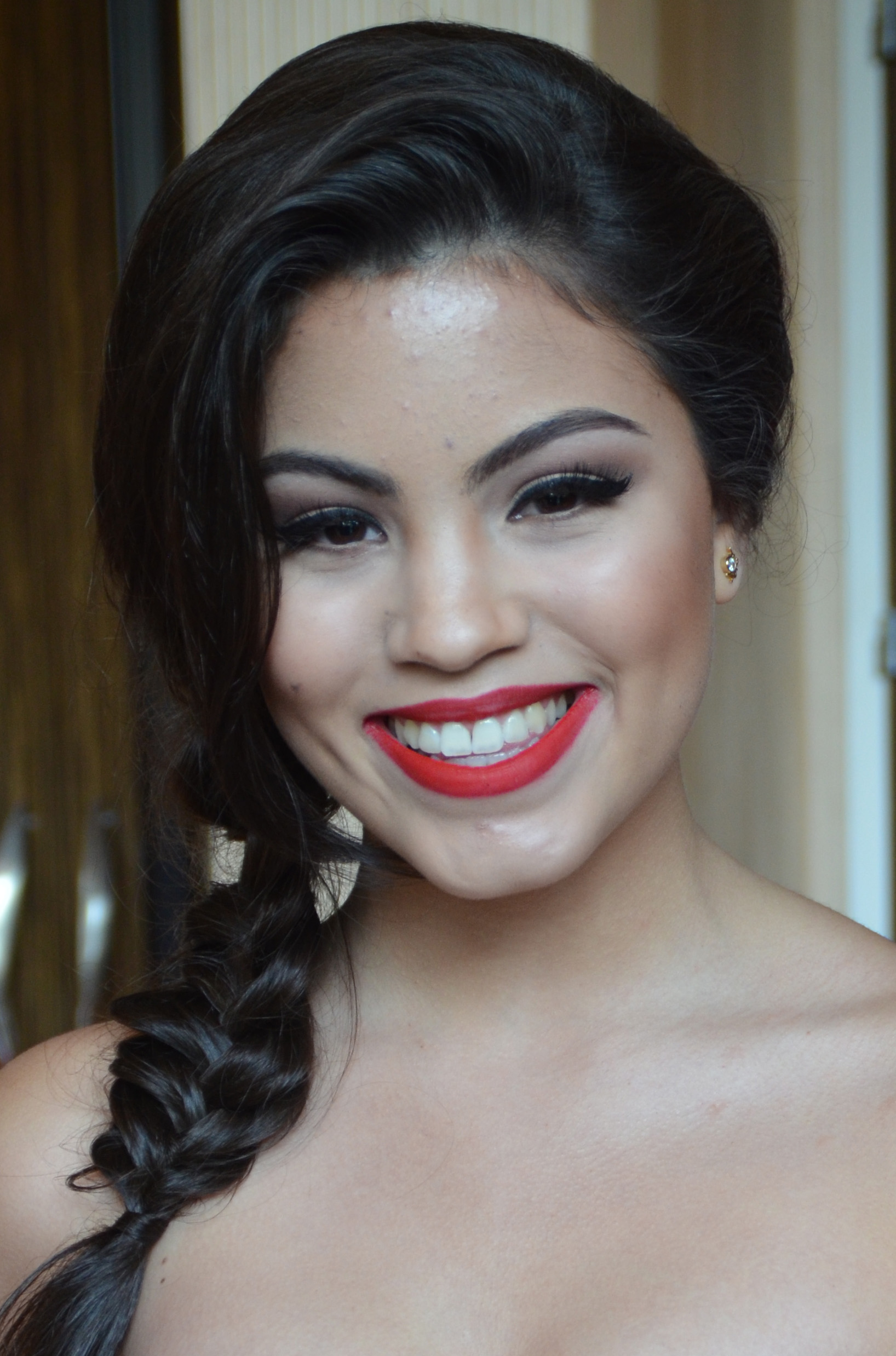
Paola Andino im Jahr 2014 anlässlich der 29. Imagen Awards

Paola Andino (* 22. März 1998 in Bayamón, Puerto Rico) ist eine US-amerikanische Schauspielerin.

## Leben
Andino begann ihre Schauspielaktivität mit einem Gastauftritt in der Serie Grey’s Anatomy im Jahr 2010. Ein Jahr später folgte eine Rolle in dem Fernsehfilm Beyond the Blackboard. Von Januar 2014 bis Juli 2015 verkörperte Andino die Hauptrolle der Emma Alonso in der Jugendserie Emma, einfach magisch!. In derselben Rolle hatte sie 2015 Gastrollen in Talia in the Kitchen und Magie Akademie. Für die Verkörperung in Emma, einfach magisch! erhielt sie bei den 29. Imagen Awards in der Kategorie Best Young Actress/Television eine Nominierung.

## Filmografie
- 2010: Grey’s Anatomy (Fernsehserie, Episode 7x06)
- 2011: Beyond the Blackboard (Fernsehfilm)
- 2014–2015: Emma, einfach magisch! (Every Witch Way, Fernsehserie, 84 Episoden)
- 2015: Talia in the Kitchen (Fernsehserie, Episode 1x07)
- 2015: Magie Akademie (WITS Academy, Fernsehserie, Episode 1x14)
- 2017: Queen of the South (Fernsehserie, 5 Episoden)
- 2020: Sno Babies
- 2022: Free Dead or Alive
- 2024: Lisa Frankenstein
- 2024: CSI: Vegas (Fernsehserie, Episode 3x07)
- 2024–2025: Dexter: Original Sin (Fernsehserie, 3 Episoden)
- 2025: FBI: Most Wanted (Fernsehserie, Episode 6x18)